# Entoloma olorinum
Entoloma olorinum är en svampart som först beskrevs av Romagn. & J. Favre, och fick sitt nu gällande namn av Machiel Evert ("Chiel") Noordeloos 1979. Entoloma olorinum ingår i släktet Entoloma och familjen Entolomataceae.  Artens status i Sverige är: Ej påträffad. Inga underarter finns listade i Catalogue of Life.